# Diego Lerman
Pour les articles homonymes, voir Lerman.
Diego Lerman Sanchis est un réalisateur argentin né le 24 mars 1976 à Buenos Aires.

## Biographie
Après des études de cinéma à l'université de Buenos Aires puis dans une école de cinéma de Cuba, Diego Lerman s'intéresse au théâtre. Il joue quelques rôles et s'essaye à la réalisation en tant qu'assistant, puis réalise des courts-métrages. L'un d'eux, La Prueba, est remarqué dans des festivals, ce qui lui permet de réaliser son premier film.
Tan de repente, road movie féminin original, est couvert de prix. Lerman est accueilli à la résidence du Festival de Cannes entre 2002 et 2003 pour préparer son deuxième film, qui sort en 2005.

## Filmographie
- 2001 : Voyage en commun (Viaje en colectivo), court-métrage
- 2002 : Tan de repente, parfois traduit Tout à coup
- 2005 : La Guerre des gymnases (La guerra de los gimnasios), court-métrage
- 2006 : Mientras tanto, parfois traduit Pendant ce temps
- 2008 : Services rendus (Servicios prestados), documentaire télévisé
- 2010 : L'Œil invisible (La mirada invisible)
- 2014 : Refugiado
- 2015 : La Casa, série télévisée
- 2017 : Notre enfant (Una especie de familia)
- 2022 : El suplente
- 2024 : El hombre que amaba los platos voladores

## Distinctions
- Tan de repente : Grand Corail du Festival de La Havane, Léopard d'argent du Festival de Locarno, prix du public et prix spécial du jury du BAFICI
- L'Œil invisible : prix spécial du jury du Festival de La Havane, Condor d'argent du meilleur scénario adapté
- Refugiado : Condor d'argent du meilleur film et scénario original ; Prix Sud du meilleur film, réalisateur et scénario original
- Festival international du film de Saint-Sébastien 2017 : Prix du jury du meilleur scénario pour Una especie de familia